# Barijev kromat
Barijev kromat (BaCrO4) dolazi u obliku žutih rompskih kristala koji su gotovo netopljivi u vodi. Upotrebljava se za dobivanje kromnih žutih boja. Barijev kromat, koji je IUPAC nazvao barijev tetraoksokromat(VI), žuti je pijesak poput praha. Poznato je oksidirajuće sredstvo, a zagrijavanjem stvara zeleni plamen, što je posljedica iona barija. Pigment poznat kao limunska žuta često je sadržavao barijev kromat pomiješan s olovnim sulfatom. Zbog svoje umjerene jakosti nijansiranja limunsko žuta boja nije se često koristila za uljene boje. Poznato je da su Pierre-Auguste Renoir i Claude Monet slikali limunsko žutom bojom.

## Primjena
Utvrđeno je da je barijev kromat koristan u mnogim svojstvima. Spoj se često koristi kao nosač za ione kroma. Jedan od takvih slučajeva je upotreba barijevog kromata kao sredstva za uklanjanje sulfata u kromiranim kupkama za galvanizaciju. S vremenom će se koncentracija kroma u kupki smanjivati sve dok kupka više ne bude mogla raditi. Dodavanje barijevog kromata poboljšava trajanje kupke dodavanjem koncentracije kromove kiseline.
Barijev kromat je oksidirajuće sredstvo, što ga čini korisnim kao modifikator brzine sagorijevanja u pirotehničkim pripravcima. Posebno je koristan u sustavima za odgađanje paljenja.
Barijev kromat koristi se kao pigment koji inhibira koroziju kada se galvaniziraju površine od legure cinka.
Pomiješan s čvrstom fumarnom kiselinom, barijev kromat može se koristiti za uklanjanje nečistoća i zaostale vlage iz organskih otapala za kemijsko čišćenje ili iz naftnih goriva.
Barijev kromat također se koristi u sastavu katalizatora za dehidrogenaciju alkana.

### Barijev kromat kao pigment
Barijeva žuta ili barijevo žutilo je svojstveno blijedo žuta s hladnim, zelenkastim prizvukom. Izložena svjetlosti postaje sasvim zelena. U uljanom vezivu je prozirna, male pokrivne i slabe moći pokrivanja. Oponašanje originalnog tona se za tržište pripremaju od stroncijeve žute i bijelih pigmenata pod nazivom "limunska žuta".